# 気高町立酒津小学校
気高町立酒津小学校（けたかちょうりつ さけのつしょうがっこう）は、かつて鳥取県気高郡気高町大字酒津（現・鳥取市気高町酒津）にあった公立小学校である。1957年（昭和32年）に、気高町立宝木小学校（現・鳥取市立）へ統合された。

## 沿革
- 1874年（明治7年）5月23日 - 観音堂を仮校舎として酒津小学開校。校区は酒津村。
- 1880年（明治13年）3月 - 現在の鳥取県漁業協同組合酒津支所の南側に木造瓦葺き2階建て校舎を新築。
- この間に酒津簡易小学と改める。
- 1892年（明治25年） - 酒津尋常小学校と改称。4か年課程となる。
- 1893年（明治26年）10月 - 水災により校舎破損、翌年1月まで臨時休業。
- 1894年（明治27年）
  - 1月5日 - 観音堂を仮校舎として授業開始。
  - 2月1日 - 校舎修繕終了。
- 1900年（明治33年）夏 - 暴風雨のため校舎屋根および壁を破損し、10日間の臨時休業。
- 1902年（明治35年）7月 - 運動場周囲の土手破損。
- 1907年（明治40年）4月 - 生徒数増加により、低学年は午前、高学年は午後の二部授業開始。
- 1908年（明治41年）4月 - 6か年課程となる。
- 1911年（明治44年） - 二部授業廃止。
- 1913年（大正2年） - 高等科を併置し、酒津尋常高等小学校と改称。
- 1935年（昭和10年）3月30日 - 青年学校を小学校に併置[2]。
- 1941年（昭和16年）4月1日 - 国民学校令により酒津国民学校と改称。
- 1947年（昭和22年）4月1日 - 学制改革により酒津村立酒津小学校と改称。
- 1955年（昭和30年）7月 - 町村合併により、気高町立酒津小学校と改称。
- 1957年（昭和32年）4月1日 - 気高町立宝木小学校への統合により閉校。

なお閉校までの間に、旧国道9号酒津隧道付近に2階建て校舎が建築され移転したが、その移転年月日は不明である。
（参考文献：・・）

## 進学先中学校
- 気高町立気高中学校

## 廃校後
1880年（明治13年）建築の校舎は酒津村役場庁舎となった後、気高町発足後の1956年（昭和31年）に改造されて酒津保育所となった。
また1957年（昭和32年）の廃校時まで所在した校舎は改築されて1959年（昭和34年）から酒津保育所が移転入居した。その後酒津保育所は1973年（昭和48年）にひかり保育所（現・鳥取市立ひかり保育園）へ統合されたことから解体され、現在は酒津地区公民館の敷地となっている。